# Plagiognathus fumidus
Plagiognathus fumidus är en insektsart som först beskrevs av Philip Reese Uhler 1875.  Plagiognathus fumidus ingår i släktet Plagiognathus och familjen ängsskinnbaggar. Inga underarter finns listade i Catalogue of Life.